# Klasztor Świętego Neofita
Klasztor Świętego Neofita (gr. Μονή Αγίου Νεοφύτου) – prawosławny męski klasztor na Cyprze, w odległości 9 km na północ od Pafos.
Według tradycji pierwszym mnichem, który osiedlił się na miejscu dzisiejszego klasztoru, był święty Neofit, który urządził swoją celę oraz kaplicę Krzyża Świętego w naturalnych jaskiniach, po ich poszerzeniu, następnie zaś wykonał na ich ścianach dekorację malarską (ok. 1170). Jego freski dokończył po 1183 mnich Teodor. Współcześnie istniejący kompleks budynków klasztornych powstał ok. 1500. 
Klasztor podzielony jest na część górną i dolną. W części dolnej znajduje się cela św. Neofita oraz świątynia. Ściany obydwu pomieszczeń w pełni pokrywa dekoracja malarska, wykonana przez Teodora w tradycyjnym dworskim stylu bizantyjskim oraz przez anonimowego mnicha w stylu typowym dla prawosławnych klasztorów. Za najcenniejszy element dekoracji uważa się monumentalny przedstawiający scenę Zmartwychwstania. 
Przy klasztorze działa muzeum prawosławnej sztuki sakralnej.